# Pastuchów

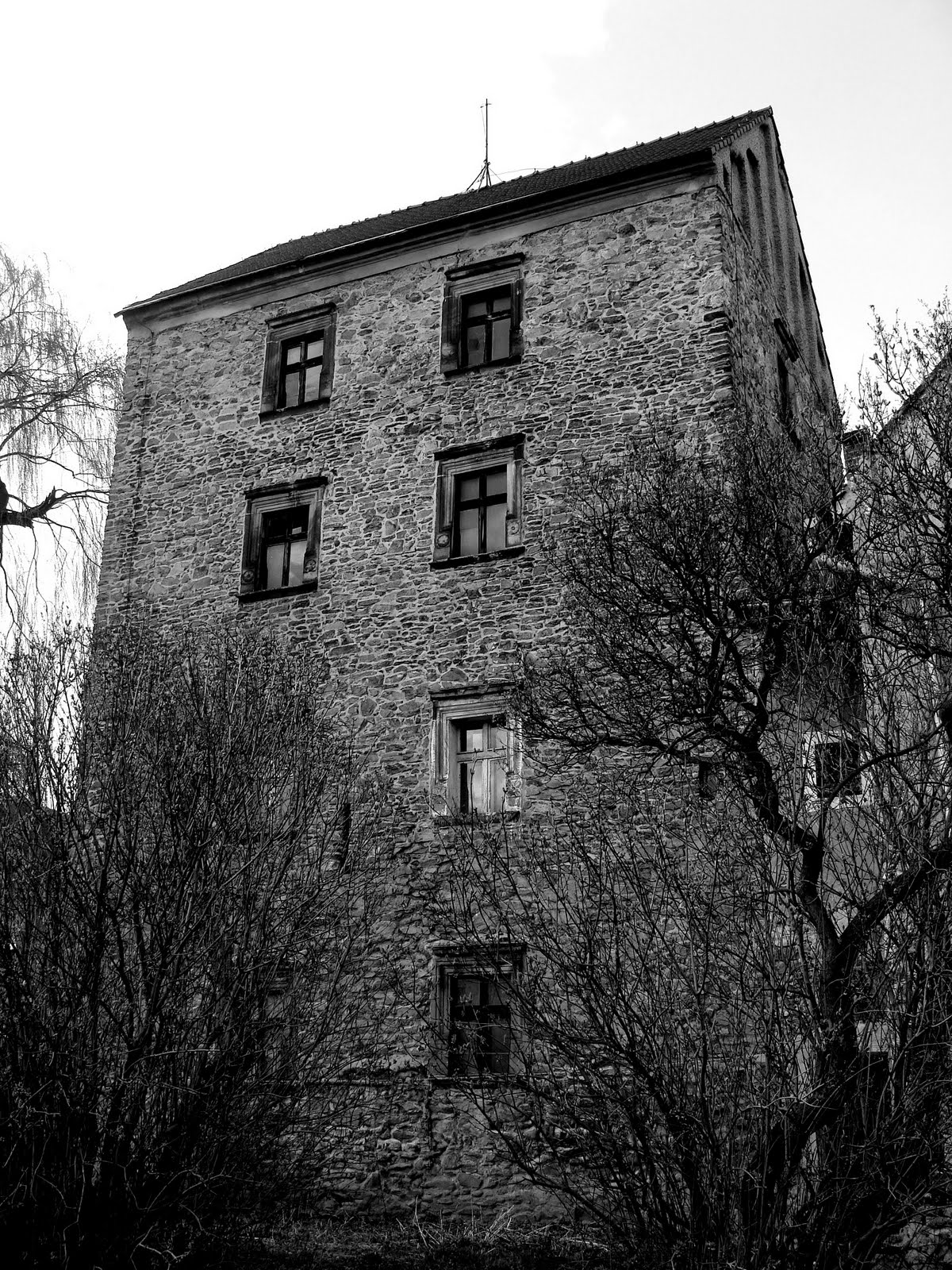
Wieża mieszkalno-obronna z XV w. przebudowana w 1565 w stylu renesansowym

Pastuchów (niem. Puschkau) – wieś w Polsce położona w województwie dolnośląskim, w powiecie świdnickim, w gminie Jaworzyna Śląska.
W latach 1954–1961 wieś była siedzibą władz gromady Pastuchów, po jej zniesieniu w gromadzie Jaworzyna Śląska. W latach 1975–1998 miejscowość administracyjnie należała do województwa wałbrzyskiego.

## Demografia
Według Narodowego Spisu Powszechnego (III.2011) liczył 1048 mieszkańców. Jest największą miejscowością gminy Jaworzyna Śląska.

## Nazwa
Nazwa miejscowości wywodzi się od polskiej nazwy pastuch, pasterz. Niemiecki językoznawca Heinrich Adamy swoim dziele o nazwach miejscowych na Śląsku wydanym w 1888 we Wrocławiu wymienia jako pierwotną zanotowaną nazwę miejscowości Pastuchow podając jej znaczenie "Hirtendorf" - "Wieś pasterzy, pastuchów". Wiąże się ona prawdopodobnie z pasterstwem, którym zajmowali się mieszkańcy.
Wieś wzmiankowana po raz pierwszy w łacińskim dokumencie z 1223 wydanym przez biskupa wrocławskiego Lorenza gdzie zanotowana została w zlatynizowanej, staropolskiej formie „Poszucou”. Kolejna wzmianka znajduje się w łacińskim dokumencie z 1250 wydanym przez papieża Innocentego IV w Lyonie gdzie wieś zanotowana została w formie „Poschuchov”. Nazwa miejscowości została później zgermanizowana na Puschkau i utraciła pierwotne znaczenie.

## Zabytki
Do wojewódzkiego rejestru zabytków wpisane są:
- kościół parafialny pw. św. Barbary, zbudowany około połowy XIII w. z kamienia łamanego, w stylu późnoromańskim, powiększony w XVIII w. o wieżę zachodnią. Jest to budowla jednonawowa z kwadratowym prezbiterium zakończonym absydą sklepioną półkopułą. W prezbiterium założono sklepienia krzyżowo-żebrowe wsparte na narożnych kolumienkach. W zachodniej ścianie nawy zachował się skromny portal uskokowy. W prezbiterium widnieje późnogotyckie tabernakulum i kamienna chrzcielnica
- zespół dworsko-folwarczny (nr 2), z 1565, przebudowany w drugiej połowy XIX w.:
  - wieża mieszkalno-obronna z XV w.[8], pierwotny średniowieczny zamek wodny z wieża mieszkalną został rozbudowany w 1565, wówczas do wieży dostawiono skromny renesansowy pałac-dwór[9]
  - dwór
  - ogród
  - teren folwarku

zabytki nieistniejące:
- kościół ewangelicki, zburzony w latach 60. XX w.
- cukrownia Pastuchów (Fabrik von Kramsta & Söhne in Puschkau), powstała w 1838. Założycielami byli Eduard i Georg Gotlieb Kramstowie. W 1844 produkty zakładu otrzymały nagrody na wystawie Deutschen Gewerbeausstellung w Berlinie za najwyższą ich jakość. Po II wojnie światowej wysoką jakość produktu zachowano - prowadzono m.in. produkcję eksportową. W 2004 koncern Südzucker Polska S.A. zamknął fabrykę. Był to najdłużej (przez 166 lat) funkcjonujący zakład produkcyjny w powiecie świdnickim. Po założeniu pozostały pojedyncze zabudowania i komin. Z Jaworzyną Śląską łączyła cukrownię bocznica kolejowa, która obecnie wykorzystywana jest przez jaworzyńskie Stowarzyszenie Miłośników Kolei[10][11].